# Лезерсон, Вера Робертовна
Ве́ра Робе́ртовна Лезерсо́н (18 сентября 1914, Москва — 10 сентября 1998, Москва) — советский оператор-документалист, фронтовой кинооператор в годы Великой Отечественной войны.

## Биография
Родилась в Москве в семье служащих. В 1933 году окончила школу № 19 в Краснопресненском районе. Обучалась английскому и французскому языкам в техникуме иностранных языков, который окончила в 1936 году. В 1936—1937 годах работала в московском Институте экспериментальной медицины преподавателем английского языка. В 1937 году поступила во ВГИК на операторский факультет, который окончила в 1942 году. С июня 1943 года принята ассистентом оператора на Центральную студии кинохроники.
С 1944 года в качестве ассистента снимала в киногруппе 1-го Белорусского фронта, окончила войну в Берлине. С августа 1945-го — в киногруппе советских оккупационных войск в Германии.
В январе 1946 года вернулась в Москву на Центральную студию документальных фильмов ассистентом, лишь в 1958 была тарифицирована оператором. Сняла более трехсот пятидесяти сюжетов для кинопериодики, участвовала в создании киножурналов «Новости дня», «Московская кинохроника», «Пионерия», «Советский воин», «Советский спорт». Работала на студии до января 1971 года.

Фронтовой оператор. Она любила к случаю употребить  очень крепкое словцо, но при этом была страстным любителем и знатоком симфонической музыки. Она преображалась и, как в храм, входила в Большой зал Московской консерватории. Конечно же, предпочитала съёмки музыкальные всем прочим. В студийном архиве хранится немало материалов, снятых ею специально для редакции кинолетописи. Это сюжеты об известных композиторах, музыкантах, первых исполнениях значительных музыкальных произведений.
— Валерий Никонов, «СК Новости» № 3 18 марта 2016

### Семья
- сын — Кирилл  Владимирович Раевский (род. 1940), также работал на ЦСДФ[2], отец погиб на фронте[1].

## Фильмография
- 1941 — Что мы должны делать дома по сигналу «Воздушная тревога» (автор сценария)
- 1941 — Москва сегодня (в соавторстве)
- 1945 — Берлин (в соавторстве)
- 1958 — Всесоюзная перепись населения (в соавторстве)
- 1962 — Играет Ван Клиберн (совместно с Р. Тумориной)
- 1964 — 50 лет Училищу имени Б. В. Щукина
- 1964 — Луна говорит с Землёй (совместно с Г. Серовым, Р. Тумориной)
- 1965 — Двадцатилетие великого подвига (Празднование 20-летия Победы советского народа в Великой Отечественной войне 1941 — 1945 г.г.) (в соавторстве)

## Награды
- 1945 — Медаль «За взятие Берлина»[3]
- 1946 — Медаль «За победу над Германией в Великой Отечественной войне 1941—1945 гг.»[2]
- 1985 — Орден Отечественной войны II степени (6 ноября 1985)[6]